# Archambaud de Talleyrand-Périgord
Pour les autres membres de la famille, voir Maison de Talleyrand-Périgord.
Archambaud Joseph de Talleyrand-Périgord, duc de Talleyrand par courtoisie, né le 1er septembre 1762 à Paris et mort le 28 avril 1838 à Saint-Germain-en-Laye, est un gentilhomme et militaire français, et le frère cadet du célèbre Talleyrand.

## Biographie

### Famille
Fils de Charles-Daniel de Talleyrand-Périgord, comte de Talleyrand (1734-1788) et d'Alexandrine de Damas d'Antigny (1728-1809), Archambaud naît dans une famille de haute noblesse et jouissant de charges à Versailles, mais dans une situation économique difficile. Ses parents ont déjà eu deux fils, Alexandre (1752-1757) et Charles-Maurice (1754-1838), et auront après lui deux autres enfants, Boson (1764-1830) et Louise, morte en bas âge en 1771.
Le prénom d'Archambaud lui est donné pour rappeler la lignée des comtes de Périgord constituée de nombreuses personnalités portant ce prénom, respectant ainsi une tradition des grandes familles aristocratiques. Il porte le titre honorifique de comte de Périgord en tant que cadet (son frère ainé étant à cette époque comte de Talleyrand).

### Jeunesse
De par le peu de fortune de ses parents et la vocation de son frère aîné à la prêtrise, Archambaud se retrouve au centre des attentions familiales et récupère le droit d'aînesse au détriment de Charles-Maurice, affligé d'un pied bot. Il commence donc une carrière militaire, vocation communément admise pour le chef de famille.
En 1770, alors âgé de 17 ans, il épouse Sabine Olivier de Senozan de Viriville (1764-1794), lointaine cousine de sa mère et riche héritière. Cette union est considérée par certains comme une mésalliance, mais la fortune de la promise emporte la décision. La dot promise, comprenand de nombreuses terres et notamment la seigneurie de Rosny, l'autorise désormais à porter le titre de marquis de Rosny.
Selon Emmanuel de Waresquiel, cette union aurait été considérée comme un « soufflet » par Charles-Maurice, destitué de ses droits d'aînesse, d'une partie de la fortune familiale au profit du jeune marié, et curieusement absent des réjouissances. Le biographe considère cela comme une démonstration du ressentiment et de la frustration qu'il éprouvait alors, un des nombreux « poids de ses silences » dont le personnage est coutumier. 
Dans les années 1780,  le comte de Périgord  fait partie du groupe des jeunes fashionables de Versailles et est un familier des bals et fêtes de la cour dont il est un membre reconnu et apprécié, plus par son allure que par son intelligence. C'est vers cette époque qu'il se découvre trois vocations : les femmes, le jeu, et les dettes.

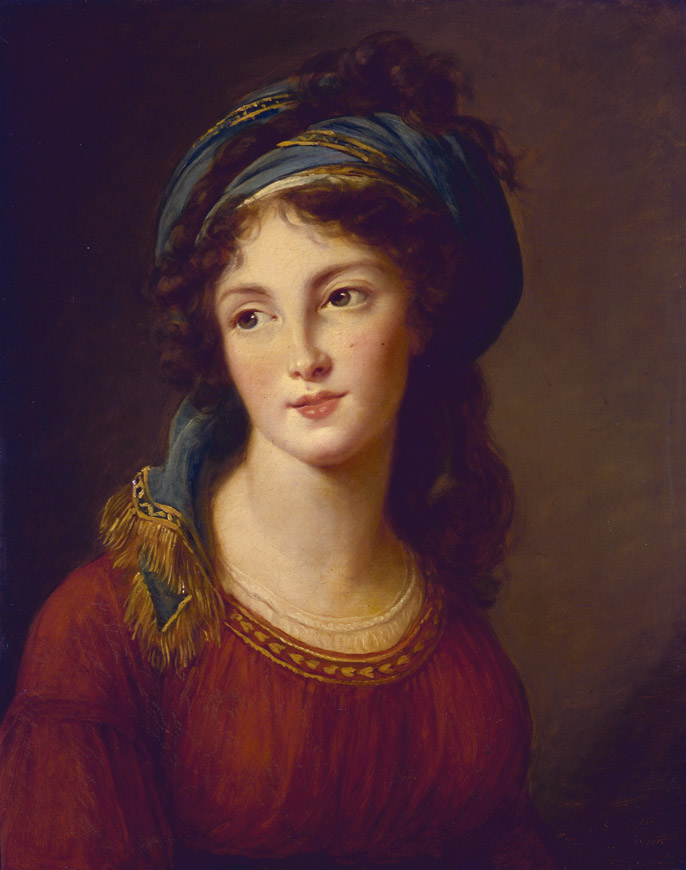
Aglaé de Polignac, duchesse de Guiche

Physiquement agréable, charismatique et discret sur ses relations, il connait de nombreuses aventures avec des dames de la haute noblesse. En février 1786, il eut notamment une relation avec Aglaé, duchesse de Guiche mais l'arrivée inopinée de son mari le força à s'échapper par une fenêtre, située au premier étage. Aperçu par un garde, il est arrêté, reconnu et s'en tire avec un genou froissé. L'affaire fait le tour des courtisans qui s'en amusent beaucoup, et arrive aux oreilles de Louis XVI qui déclare : « Puisqu'il faut absolument que nous soyons entouré de catins, au moins qu'on les loge toutes au rez-de-chaussée; on ne courra plus le risque de se casser le cou si, en allant les voir, on est obligé de passer par la fenêtre. ». Un mois après cette affaire, probablement pour l'éloigner de la cour, il est nommé colonel en second du régiment de Provence appartenant à Monsieur, frère du Roi.
Ce tempérament volage ne semble pourtant pas avoir empêché une bonne entente avec son épouse, avec qui il eut trois enfants : Louis (1784-1808), Françoise Xavière (1785-1863), et Alexandre Edmond (1787-1872). Le couple aide aussi Charles-Maurice, en lui garantissant un emprunt de près de 135000 livres, destinées à le faire devenir évêque d'Autun.

### Révolution et émigration
Durant la période révolutionnaire, Archambaud accompagne surtout les actions de son frère. C'est ainsi qu'on le voit participer aux séances de l'Assemblée nationale en tant que député suppléant ou au pied de l'autel lorsqu'officie son frère ainé le jour de la Fête de la Fédération. Résidant dans le faubourg Saint-Germain, on le voit parfois en compagnie de Boson ou de Charles-Maurice dans le Club de Valois, club politique créé par Sieyès. Dans le même temps, il est fait colonel à la suite du régiments de Chasseur d'Alsace.
En 1792, pressé de partir par son frère qui sent le vent tourner, Archambaud décide d'émigrer et de retrouver l'Armée des Princes à Coblence, laissant sa femme et ses enfants en France afin d'éviter la confiscation de leurs biens. Malheureusement, alors qu'elle cherche à rejoindre son mari en Grande-Bretagne, où il est colonel d'un régiment à son nom, la comtesse est arrêtée et amenée dans la prison Saint-Lazare puis à la Conciergerie, où le tribunal révolutionnaire la condamne à mort. Le 9 thermidor de l'an II (27 juillet 1794), quelques heures avant la chute de Robespierre, elle fait partie de la « dernière charrette » de condamnés. Son corps, ainsi que ceux de nombreuses victimes de la Terreur, est jeté dans une fosse commune du cimetière de Picpus.
Sa mort attriste beaucoup son mari et son beau-frère, ce dernier étant alors aux États-Unis. Archambaud décide donc de rejoindre Londres où se trouve la cour en exil du comte de Provence et du comte d'Artois, et prend part en 1795 à la désastreuse affaire de Quiberon, où son frère Boson est lieutenant-colonel de la Légion du Périgord. Pour autant, n'oubliant pas ses habitudes, Archambaud connait une liaison avec la comtesse de Balbi, favorite du comte de Provence, qui accouchera un peu plus tard de jumeaux. En 1798, il parvient à rentrer en France et se cache à Neuilly sous un nom d'emprunt, puis se fait héberger chez la comtesse de Jarnac, où il retrouve ses enfants.

### L'Empire
Pendant la période impériale, les Talleyrand sont grandement favorisés par la place importante qu'occupe Charles-Maurice. Grâce à son influence, Bonaparte accordera son pardon à Boson et à Archambaud dès 1801 et les radiera de la liste des émigrés. Cependant ce dernier, calculant qu'il a toujours un arriéré de solde impayé en tant que responsable d'un régiment du gouvernement anglais, part pour Londres pour le récupérer avec la bénédiction de son frère. Cette action énerve profondément Bonaparte, qui décide d'éloigner quelque temps les frères de son ministre pour les installer loin de Paris. Ils ne seront plus guères vu, sauf à l'occasion du mariage de Charles-Maurice avec Catherine Worlee.

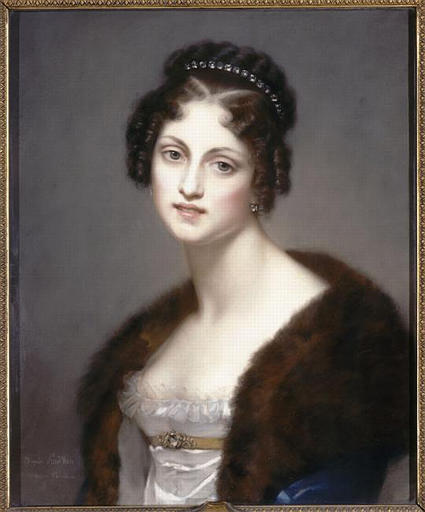
Dorothée de Courlande, plus connue en tant que duchesse de Dino

En 1803, sa fille Françoise Xavière épouse Just de Noailles (elle avait été aussi approchée pour épouser Lucien, Louis Bonaparte ou Eugène de Beauharnais, mais son père avait refusé et a dû rester un peu plus longtemps à la campagne) et sera nommée dame du Palais de l'impératice en 1812.
Le 18 juin 1808, Louis, le fils aîné d'Archambaud, meurt à Berlin d'une fièvre inflammatoire. C'est un coup dur pour toute la famille... Charles-Maurice, qui fondait beaucoup d'espoir sur ce jeune homme brave, intelligent et apprécié de Berthier, doit se recentrer sur Edmond, qui n'a pas les capacités de son aîné. C'est donc ce dernier qui va épouser la jeune Dorothée de Courlande à la suite des nombreuses tractations de son oncle avec les ducs de Courlande et Alexandre Ier.
Pendant ce temps, Archambaud fréquente les salons parisiens, mais n'exerce aucune fonction officielle car il est écarté de la cour par Napoléon. Sa vie pourrait se résumer à jouer, perdre de grosses sommes, et dépenser les restes de la fortune de sa femme.

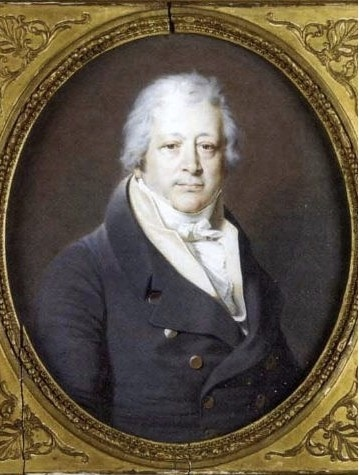
Le duc Archambaud de Talleyand, par Jean-Urbain Guérin

### Restauration et fin de vie
Au début de la première Restauration, alors que Charles-Maurice est le chef du gouvernement provisoire, Archambaud recommence à avoir un léger rôle auprès de son frère. Le 10 avril 1814, dans l'Hôtel de Talleyrand où il est logé, le tsar le reçoit accompagné de sa bru. Le 4 juin 1814, il est fait maréchal de camp par Louis XVIII. Après les Cents-Jours, il est utilisé comme émissaire auprès du Roi pour lui assurer qu'il est impossible de rentrer à Paris sans l'appui de Fouché.
Devant succéder à son frère en tant que pair de France et nommé duc de Talleyrand en 1817 par ordonnance royale, Archambaud est admis à la retraite la même année en tant que lieutenant général. Il continue de fréquenter le monde et rend souvent visite à son frère dans ses terres de Valençay, notamment pour chasser dans la forêt de Gâtines.
Atteint de paralysie dans ses derniers jours, il meurt le 28 avril 1838, trois semaines avant son frère aîné. Son corps sera transporté dans la crypte de Valençay.

## Sources principales

### Documents accessibles en ligne
- André Beau, Notices biographies sur l'entourage du Prince de Talleyrand, 13 juillet 2018, 17 p. (lire en ligne), p. 13
- Transcription d'une conférence de Georges Lefaivre, Edmond de Talleyrand-Périgord ( 1er Août 1787 - 14 Mai 1872) : Un brillant général à découvrir, 7 juin 2017, 15 p. (lire en ligne)
- Pierre Jullien de Courcelles, Dictionnaire historique et biographique des généraux français : depuis le onzième siècle jusqu'en 1822, Tome 9, l’Auteur, 1823, 564 p. (lire en ligne), p. 230